# Avijit Roy
Avijit Roy (bengalisch অভিজিৎ রায় Abhijit Rāẏ; * 1972 oder 1973 in Bangladesch; † 26. Februar 2015 in Dhaka, Bangladesch) war ein US-amerikanischer Religionskritiker bengalischer Herkunft.

## Leben
Roy war Sohn des Physikers Ajoy Roy. Er studierte ab 1990 Ingenieurwissenschaften an der Bangladesh University of Engineering and Technology. Es folgten eine Promotion in Singapur und ein Forschungsaufenthalt an einer Universität in den USA. 2007 wanderte er in die USA aus, er lebte in Alpharetta im US-Bundesstaat Georgia und war hauptberuflich Software-Entwickler.
Als Gründer und einer der Betreiber des religionskritischen Blogs Mukto-mona war Roy Morddrohungen von religiösen Fanatikern ausgesetzt. Rokomari.com, eine E-Commerce-Plattform, war nach Morddrohungen gezwungen, den Verkauf der Bücher Roys einzustellen. Roy, dessen Vorfahren Hindus waren, bezeichnete sich selbst als einen säkularen Humanisten.
Sein Blog Mukto-mona (Freigeist) war 2014 für den Weblog-Award The BOBs der Deutschen Welle nominiert. Avijit Roy hatte Mukto-mona am 26. Mai 2001 zunächst als Yahoo-Gruppe gegründet; wenig später wurde der Blog mit finanzieller Unterstützung eines kanadischen Humanisten als eigene Website eingerichtet.
Roy wurde 2015 nach einem Auftritt auf der Ekushey-Buchmesse in Bangladesch von religiösen Fanatikern mit Macheten zu Tode gehackt. Seine Frau Rafida Ahmed Bonna überlebte mehrere Messerstiche. Eine islamistische Gruppierung namens Ansar Bangla-7 (oder auch Ansar al–Islam) bekannte sich zu dem Attentat. Nach einem sich über fünf Jahre hinziehenden Gerichtsverfahren wurden am 16. Februar 2021 fünf Attentäter durch ein bangladeschisches Gericht zum Tode verurteilt. Zwei der Urteile ergingen in Abwesenheit, da die Täter flüchtig waren. Ein weiterer Beteiligter erhielt eine lebenslängliche Haftstrafe. Der mutmaßliche Hauptdrahtzieher war nach Angaben der bangladeschischen Polizei bereits am 19. Juni 2016 in Dhaka bei einem Feuergefecht getötet worden.
Die Internationale Humanistische und Ethische Union würdigte Avijit Roy und verurteilte seine Ermordung. Der Tod Roys erinnert an den Fall des Humanisten Ahmed Rajib Haider, der ebenfalls für sein humanistisches Engagement in seinem Heimatland ermordet wurde, und an den Fall des Bloggers Washiqur Rahman Babu, der fünf Wochen nach Roy ermordet wurde.

## Werk
Roy veröffentlichte acht Bücher in bengalischer Sprache sowie Artikel in Zeitungen und Fachzeitschriften. Bekanntheit erreichte er vor allem mit seinen Werken Obisshahser Dorshon (Die Philosophie des Unglaubens) und Biswasher Virus (Das Glaubensvirus).

## Veröffentlichungen (Auswahl)
- আলো হাতে চলিয়াছে আঁধারের যাত্রী’, 2005
- mit Farid Ahmed: মহাবিশ্বে প্রাণ ও বুদ্ধিমত্তার খোঁজে, 2007
- স্বতন্ত্র ভাবনা : মুক্তচিন্তা ও বুদ্ধির মুক্তি, 2008
- বিশ্বাসের ভাইরাস (Das Glaubensvirus)
- সমকামিতা: বৈজ্ঞানিক এবং সমাজ-মনস্তাত্ত্বিক অনুসন্ধান, 2010 (Homosexualität: wissenschaftliche und sozialpsychologische Untersuchung)
- mit Raihan Abir: অবিশ্বাসের দর্শন, 2011 (Die Philosophie des Unglaubens)
- বিশ্বাস ও বিজ্ঞান, 2012
- ভালবাসা কারে কয়, 2012
- শূন্য থেকে মহাবিশ্ব, 2014 (Universum aus dem Nichts)